# Villentrois
Villentrois est une ancienne commune française située dans le département de l'Indre en région Centre-Val de Loire, devenue le 1er janvier 2019, une commune déléguée au sein de la commune nouvelle de Villentrois-Faverolles-en-Berry.

## Géographie

### Localisation
La commune était située dans le nord du département, à la limite avec le département de Loir-et-Cher. Elle était située dans la région naturelle du Boischaut Nord.
Les communes limitrophes étaient : Lye (4 km), Faverolles-en-Berry (5 km), Fontguenand (6 km), Châteauvieux (7 km), Luçay-le-Mâle (8 km), Valençay (9 km) et Veuil (10 km).
Les communes chefs-lieux et préfectorales étaient : Valençay (9 km), Châteauroux (46 km), Issoudun (48 km), Le Blanc (69 km) et La Châtre (79 km).

### Hameaux et lieux-dits
Les hameaux et lieux-dits de la commune étaient : les Héraults, la Saussardière et Rochefort.

### Géologie et hydrographie
La commune était classée en zone de sismicité 2, correspondant à une sismicité faible.
Le territoire communal était arrosé par la rivière Modon. On y trouvait également un étang qui est appelé « La Planche Baron ».

### Climat
| Mois                                                     | jan.             | fév.             | mars             | avril           | mai             | juin             | jui.            | août            | sep.            | oct.            | nov.            | déc.             | année            |
| -------------------------------------------------------- | ---------------- | ---------------- | ---------------- | --------------- | --------------- | ---------------- | --------------- | --------------- | --------------- | --------------- | --------------- | ---------------- | ---------------- |
| Température minimale moyenne (°C)                        | 1,3              | 1,3              | 3,5              | 5,3             | 9,2             | 12,4             | 14,4            | 14,3            | 11,2            | 8,5             | 4,1             | 1,8              | 7,3              |
| Température moyenne (°C)                                 | 4,2              | 4,9              | 8                | 10,4            | 14,4            | 17,8             | 20,2            | 20              | 16,6            | 12,8            | 7,5             | 4,7              | 11,8             |
| Température maximale moyenne (°C)                        | 7,1              | 8,6              | 12,6             | 15,5            | 19,6            | 23,1             | 26              | 25,6            | 21,9            | 17,1            | 11              | 7,6              | 16,3             |
| Record de froid (°C) date du record                      | −22,8 16-01-1985 | −22,8 14-02-1929 | −10,8 01-03-2005 | −4,2 07-04-1929 | −1,4 11-05-1928 | 1,2 01-06-1936   | 4 10-07-1948    | 4,5 06-08-1967  | 0 30-09-1936    | −5,2 30-10-1997 | −8,7 24-11-1998 | −17 10-12-1967   | −22,8 16-01-1985 |
| Température maximale la plus basse (°C) date du record   | −14,9 16-01-1985 | −10,8 02-03-1956 | −1,9 05-04-1971  | 1,5 06-04-1911  | 6,9 04-05-1977  | 11,1 09-06-1956  | 12,8 19-07-1966 | 13,9 31-08-2007 | 9,5 29-09-1919  | 2,8 27-10-1931  | −2,9 22-11-1993 | −10,2 20-12-1938 | −14,9 16-01-1985 |
| Température minimale la plus haute (°C) date du record   | 12 02-01-1916    | 12,1 27-02-1960  | 14,9 11-03-1981  | 14,5 28-04-1913 | 18 12-05-1912   | 22,3 28-06-2005  | 23 21-07-1995   | 23,3 06-08-2018 | 20,5 05-09-2017 | 18,9 01-10-2001 | 15,1 07-11-1954 | 13,4 04-12-1961  | 23,3 06-08-2018  |
| Record de chaleur (°C) date du record                    | 18,5 05-01-1999  | 24 27-02-2019    | 28 25-03-1955    | 31,5 22-04-1893 | 34,5 29-05-1944 | 37,7 26-06-1947  | 40,2 28-07-1947 | 40,5 02-08-1906 | 38 01-09-1906   | 30,3 07-10-2009 | 24,5 02-11-1899 | 20,5 16-12-1989  | 40,5 02-08-1906  |
| Ensoleillement (h)                                       | 72,1             | 91,9             | 155,6            | 178,5           | 208,6           | 210,4            | 231,7           | 235,5           | 189,5           | 128,3           | 79,6            | 59               | 1 840,7          |
| ETp Penman (mm)                                          | 13,8             | 23,2             | 56,1             | 82,1            | 112,9           | 132,8            | 147,8           | 131,5           | 79,5            | 41,3            | 15,9            | 10,2             | 847,1            |
| Record de vent (km/h) date du record                     | 105,4 NC         | 132,1 23-02-2009 | 126 NC           | 104,4 NC        | 94,5 NC         | 109,8 13-06-2002 | 104,4 NC        | 115,2 NC        | 104,4 NC        | 97,2 NC         | 100,8 NC        | 126 NC           | 132,1 NC         |
| Record de la pression la plus basse (hPa) date du record | 973,1 NC         | 965 NC           | 983,7 NC         | 981,8 NC        | 989,6 NC        | 991,6 NC         | 978,2 NC        | 996,9 NC        | 989,9 NC        | 980,1 NC        | 973 NC          | 967,9 NC         | 965 NC           |
| Record de la pression la plus haute (hPa) date du record | 1 045,1 NC       | 1 043,4 NC       | 1 046,7 NC       | 1 035,7 NC      | 1 033,5 NC      | 1 047,5 NC       | 1 030,6 NC      | 1 030,6 NC      | 1 034,9 NC      | 1 035,6 NC      | 1 040,2 NC      | 1 045,6 NC       | 1 047,5 NC       |
| Précipitations (mm)                                      | 59,2             | 48,8             | 52,1             | 65,8            | 73,3            | 54,9             | 56,6            | 56,1            | 64,3            | 73,8            | 64,9            | 67,3             | 737,1            |
| Record de pluie en 24 h (mm) date du record              | 48,7 20-01-1910  | 29,7 05-02-1955  | 32,4 29-03-1978  | 42,6 18-04-1964 | 54,1 12-05-1910 | 67,6 04-06-2002  | 60,4 08-07-1919 | 66,1 29-08-1945 | 58,6 17-09-1975 | 43 29-10-1981   | 35,2 05-11-1962 | 51,6 24-12-1995  | 67,6 04-06-2002  |
| dont nombre de jours avec précipitations ≥ 1 mm          | 4,9              | 5,3              | 5                | 5,8             | 6,2             | 7,5              | 7,4             | 7,2             | 8,3             | 6,4             | 5,7             | 5,9              | 6,3              |

| Diagramme climatique                                  |            |             |             |             |              |            |              |              |             |           |            |
| J                                                     | F          | M           | A           | M           | J            | J          | A            | S            | O           | N         | D          |
| 7,11,359,2                                            | 8,61,348,8 | 12,63,552,1 | 15,55,365,8 | 19,69,273,3 | 23,112,454,9 | 2614,456,6 | 25,614,356,1 | 21,911,264,3 | 17,18,573,8 | 114,164,9 | 7,61,867,3 |
| Moyennes : • Temp. maxi et mini °C • Précipitation mm |            |             |             |             |              |            |              |              |             |           |            |

### Voies de communication et transports
Le territoire communal était desservi par les routes départementales : 22A, 33, 37, 52 et 128.
La gare ferroviaire la plus proche était la gare de Selles-sur-Cher, à 14 km.
Villentrois était desservie par la ligne A du Réseau de mobilité interurbaine.
L'aéroport le plus proche était l'aéroport de Châteauroux-Centre, à 49 km.
Le territoire communal était traversé par le sentier de grande randonnée de pays de Valençay.

## Urbanisme

### Logement
Le tableau ci-dessous présentait le détail du secteur des logements de la commune : 
| Date du relevé                                              | 2013   |
| Nombre total de logements                                   | 434    |
| Résidences principales                                      | 65,2 % |
| Résidences secondaires                                      | 20,5 % |
| Logements vacants                                           | 14,3 % |
| Part des ménages propriétaires de leur résidence principale | 79,5 % |

## Toponymie
Ses habitants était appelés les Villentroyens.

## Histoire
La commune conserve un château fort qui remonte au XIe siècle et a été construit à l'initiative de comte d’Anjou Foulques III Nerra. Celui-ci en confia la garde à un de ses fidèles, Roger, dont la mission était de faire face aux comtes de Blois. Villentrois était la forteresse située la plus à l'est du dispositif militaire du comte d'Anjou. La construction du château, à l’écart du village, entraîne la création de deux bourgs distants de 300 m, de part et d’autre du Modon : Bourg-de-l’Église et Bourg-du-Château.
Le 1er janvier 2019, la commune fusionne avec Faverolles-en-Berry pour former la commune nouvelle de Villentrois-Faverolles-en-Berry dont la création est actée par un acte préfectoral du 7 décembre 2018.

## Politique et administration
La commune dépendait de l'arrondissement de Châteauroux, du canton de Valençay, de la deuxième circonscription de l'Indre et de la communauté de communes Écueillé - Valençay.
Elle disposait d'une agence postale communale et d'un centre de première intervention.
| Période                                  | Période         | Identité      | Étiquette | Qualité         |
| ---------------------------------------- | --------------- | ------------- | --------- | --------------- |
| mars 1989,                               | septembre 2018, | Patrick Malet | SE        | Champignonniste |
| 2018                                     | En cours        |               |           |                 |
| Les données manquantes sont à compléter. |                 |               |           |                 |

## Population et société

### Démographie
L'évolution du nombre d'habitants est connue à travers les recensements de la population effectués dans la commune depuis 1793. Pour les communes de moins de 10 000 habitants, une enquête de recensement portant sur toute la population est réalisée tous les cinq ans, les populations de référence des années intermédiaires étant quant à elles estimées par interpolation ou extrapolation. Pour la commune, le premier recensement exhaustif entrant dans le cadre du nouveau dispositif a été réalisé en 2008.

En 2016, la commune comptait 596 habitants, en évolution de −2,93 % par rapport à 2010 (Indre : −3 %, France hors Mayotte : +2,11 %).
| 1793 | 1800  | 1806 | 1821  | 1831  | 1836  | 1841  | 1846 | 1851  |
| ---- | ----- | ---- | ----- | ----- | ----- | ----- | ---- | ----- |
| 950  | 1 019 | 914  | 1 029 | 1 066 | 1 063 | 1 028 | 981  | 1 008 |

| 1856  | 1861  | 1866  | 1872  | 1876  | 1881  | 1886  | 1891  | 1896  |
| ----- | ----- | ----- | ----- | ----- | ----- | ----- | ----- | ----- |
| 1 110 | 1 116 | 1 180 | 1 181 | 1 180 | 1 170 | 1 231 | 1 241 | 1 274 |

| 1901  | 1906  | 1911  | 1921  | 1926  | 1931  | 1936  | 1946 | 1954 |
| ----- | ----- | ----- | ----- | ----- | ----- | ----- | ---- | ---- |
| 1 263 | 1 234 | 1 272 | 1 121 | 1 093 | 1 062 | 1 028 | 957  | 953  |

| 1962 | 1968 | 1975 | 1982 | 1990 | 1999 | 2006 | 2008 | 2013 |
| ---- | ---- | ---- | ---- | ---- | ---- | ---- | ---- | ---- |
| 964  | 906  | 867  | 809  | 655  | 645  | 626  | 620  | 618  |

| 2016 | - | - | - | - | - | - | - | - |
| ---- | - | - | - | - | - | - | - | - |
| 596  | - | - | - | - | - | - | - | - |

### Enseignement
La commune dépendait de la circonscription académique d'Issoudun.

### Manifestations culturelles et festivités
Chaque année, avait lieu le 21 juin, le festival de musique « la Tuffeaumania » et le 8 mai, la randonnée pédestre et VTT de Villentrois.

### Sports
Un site de baignade surveillé (plan d'eau La Planche Baron) était présent dans la commune.

### Médias
La commune était couverte par les médias suivants : La Nouvelle République du Centre-Ouest, Le Berry républicain, L'Écho - La Marseillaise, La Bouinotte, Le Petit Berrichon, France 3 Centre-Val de Loire, Berry Issoudun Première, Vibration, Forum, France Bleu Berry et RCF en Berry.

## Économie
La commune se situait dans la zone d’emploi de Romorantin-Lanthenay et dans le bassin de vie de Valençay.
La viticulture était l'une des activités de la commune, qui se trouvait dans la zone couverte par l'AOC valençay.
La commune se trouvait dans l'aire géographique et dans la zone de production du lait, de fabrication et d'affinage des fromages Valençay et Sainte-maure-de-touraine.

## Culture locale et patrimoine

### Lieux et monuments
- Château de Villentrois[26]
- Église Saint-Georges[26]
- Chapelle Saint-Mandé[26]
- Habitations troglodytes[26]
- Monument aux morts

### Personnalités liées à la commune
- Armand Beauvais, peintre.